# Puy Mary
Le puy Mary est un sommet des monts du Cantal, vestige du plus grand stratovolcan d'Europe. Il culmine à 1 783 mètres d'altitude.
Le site a été classé Grand Site de France sous le nom de Puy Mary, volcan du Cantal le 18 décembre 2012.

## Toponymie
Une origine liée à Marius, disciple de Saint Austremoine et premier évangélisateur de la Haute Auvergne, est parfois évoquée. Il vécut au IIIe ou au IVe siècle ; ses reliques se trouvent à la basilique Notre-Dame-des-Miracles à Mauriac.
Pour des linguistes comme Jean Roux cela provient plutôt du fait que le sommet permet de ressentir les vents de l'ouest c'est-à-dire ceux dits « marins » d'où son nom, Puei Marin, en occitan.

## Géographie

### Situation
Situé dans le parc naturel régional des Volcans d'Auvergne et labellisé Grand Site de France, il accueille chaque année près de 500 000 visiteurs ce qui en fait le site le plus visité d'Auvergne.
Plusieurs sentiers de randonnée mènent au puy Mary. Le plus court, à partir du pas de Peyrol, consiste en un aller-retour à pied qui demande une heure. Le sentier, très raide par endroits, a été aménagé en escalier constitué de marches en béton. Cet aménagement a été rendu nécessaire en raison de la grande fréquentation du site qui avait contribué à fortement dégrader l'ancien sentier.

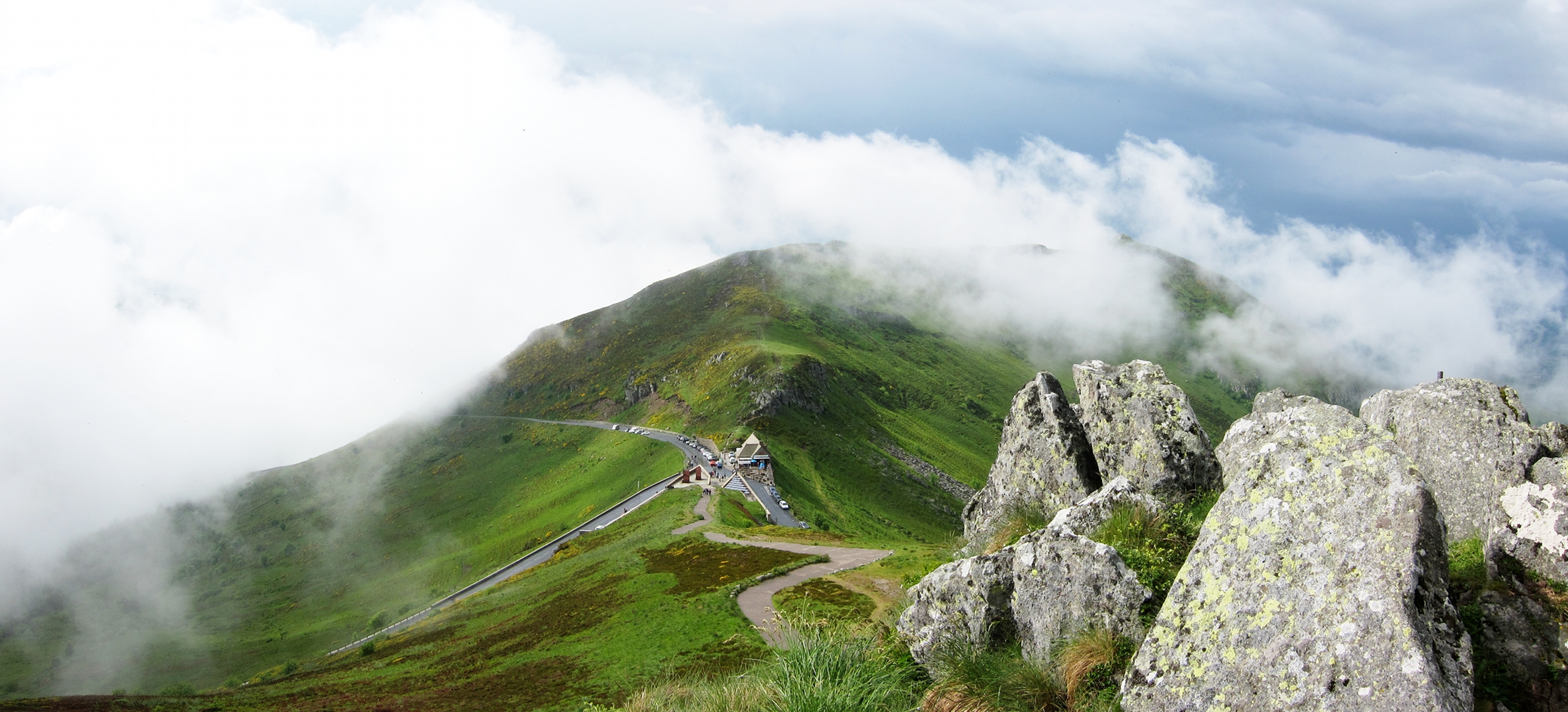
Le pas de Peyrol depuis le puy Mary.

Au bord de ce sentier pousse la gentiane jaune ou grande gentiane dont la racine qui peut atteindre 1,50 mètre sert à la confection de plusieurs liqueurs dont les plus célèbres restent la Salers et l'Avèze.
Administrativement, le sommet est au point de rencontre de quatre communes du Cantal : Le Falgoux à l'ouest, Le Claux au nord, Lavigerie à l'est et Mandailles-Saint-Julien au sud.
La crête entre le puy Mary et le puy de la Tourte est franchie grâce au pas de Peyrol (1 589 mètres, le plus haut col routier du Massif central). L'accès routier par le col est impraticable en hiver et est totalement fermé à la circulation de novembre à mai.

### Géologie et hydrologie

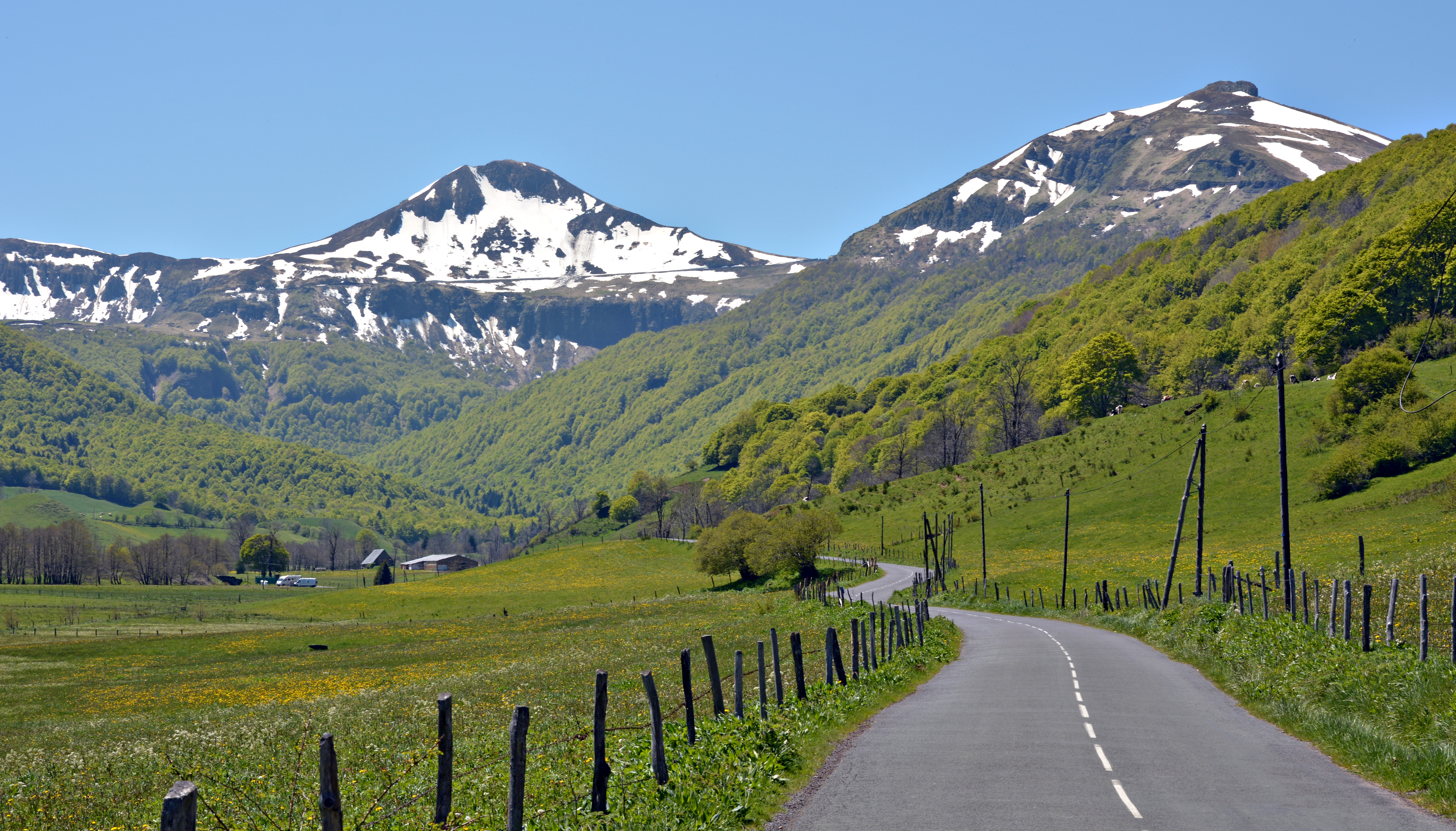
Versant nord du puy Mary et vallée de Cheylade (petite Rhue).

Âgé d’environ 6,5 millions d'années, le puy Mary s'est constitué par l'accumulation de lave visqueuse au-dessus de la cheminée d’alimentation du volcan. Il se présentait alors sous la forme d'un dôme de trachyte, riche en sanidine et en tridymite, ce qui constitue une roche très proche de la sancyite dont est formé le puy de Sancy dans les monts Dore. Il a ensuite été érodé par la glace, ce qui lui donne sa forme actuelle pyramidale en horn.
Il est entouré de sept vallées glaciaires qui partent en étoile depuis son sommet :
- la vallée de l'Impradine et de la Santoire ;
- la vallée de la petite Rhue ;
- la vallée du Mars ;
- la vallée de la Maronne ;
- la vallée de l’Aspre ;
- la vallée de la Bertrande ;
- la vallée de la Jordanne.

### Climat

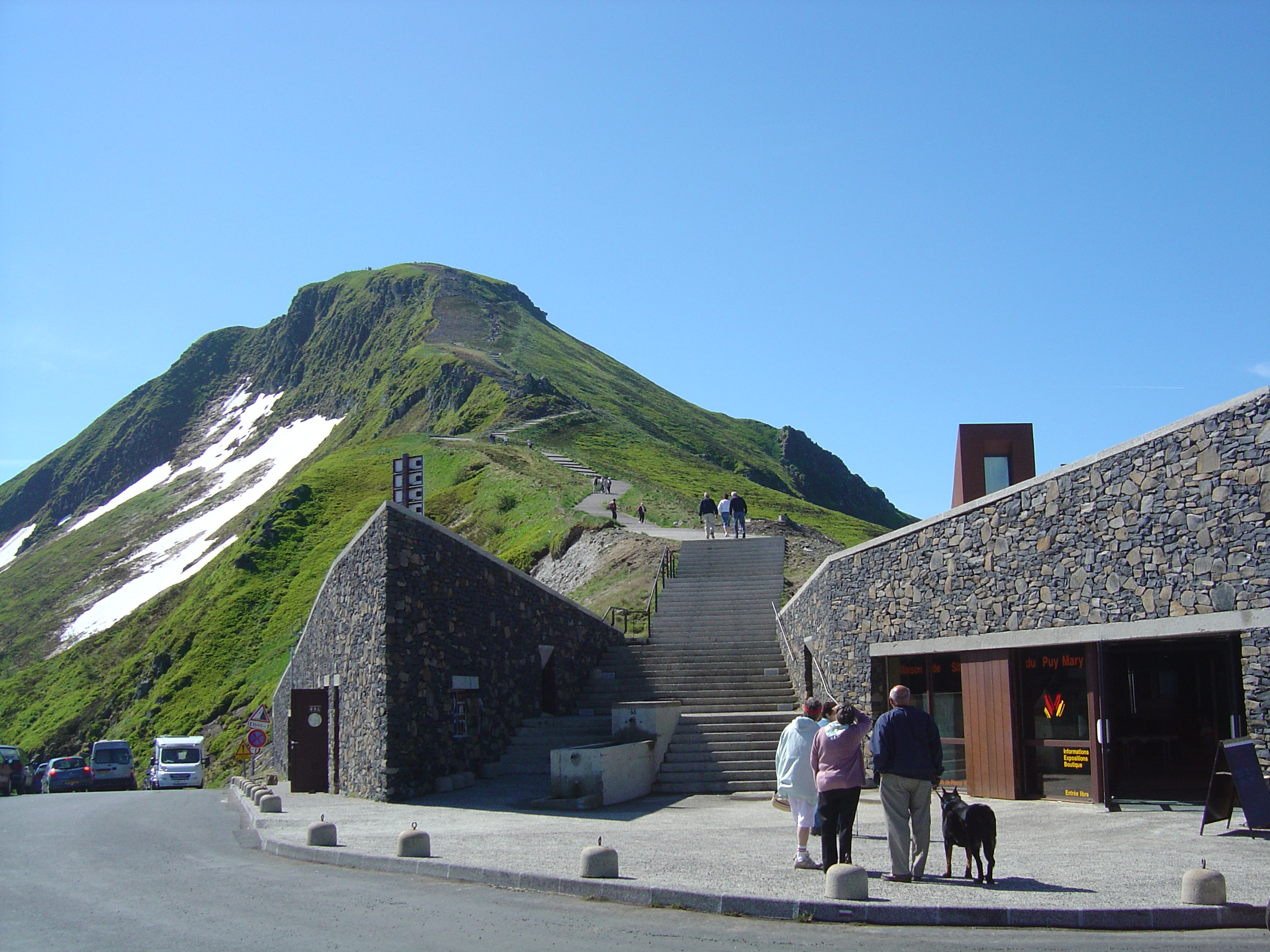
Le puy Mary depuis le pas de Peyrol.

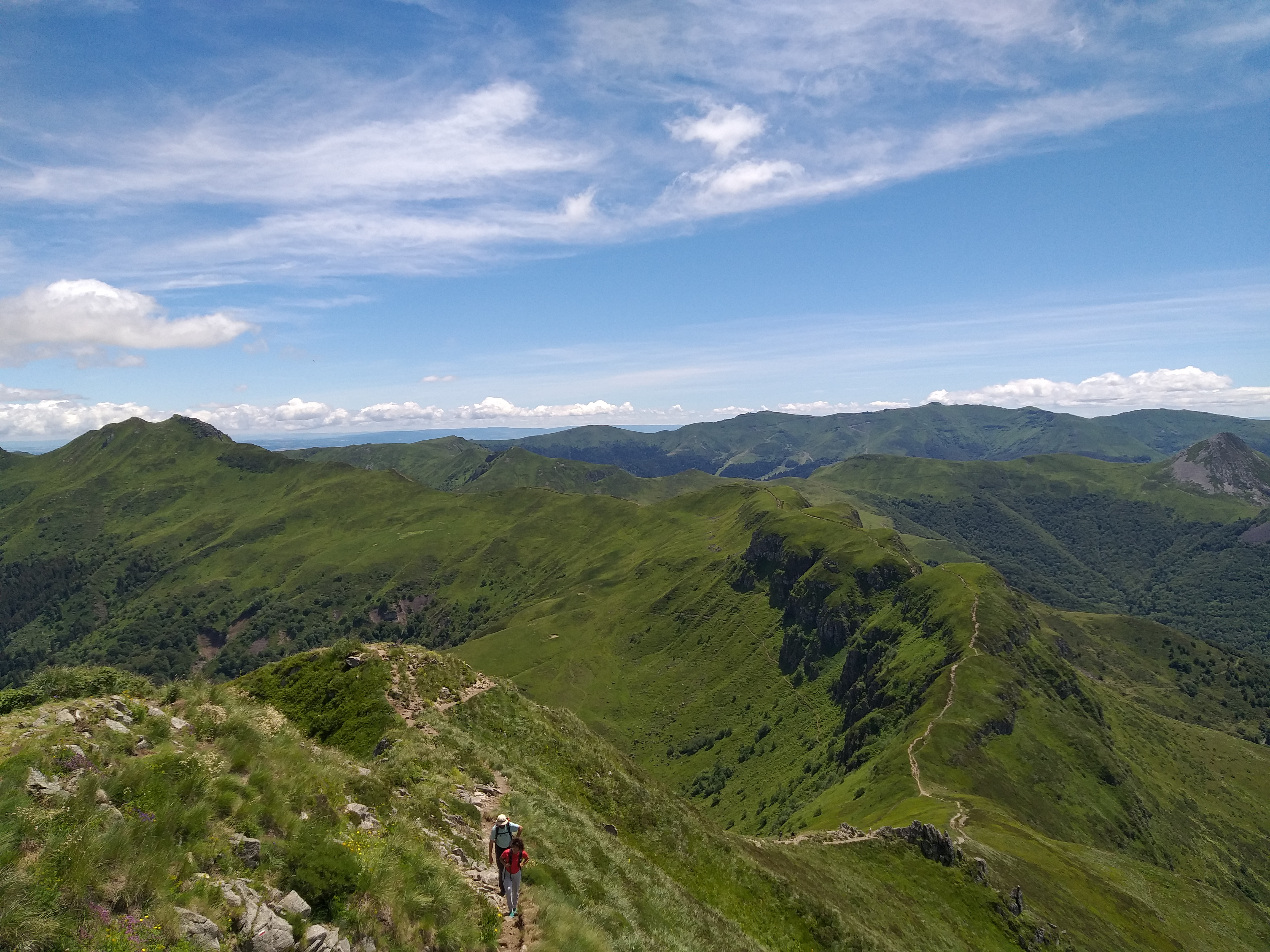
Vue depuis le sommet du puy Mary sur la brèche de Roland.

Premières montagnes depuis l'océan, le puy Mary et le Plomb du Cantal figurent, avec le mont Aigoual dans les Cévennes, parmi les sites les plus arrosés de France (il y tombe en moyenne 2,5 mètres d'eau par an), et donnent naissance à de multiples torrents dont les cascades dévalent leurs pentes.
La face septentrionale du puy Mary, longtemps enneigée, est connue pour abriter un névé de pied de falaise qui disparaît très tard dans la saison : le névé du Miarou (« le milan » en auvergnat), aussi appelé névé de l'Aigle (en raison de sa forme) et qui est à l'origine de la fermeture prolongée de la route du pas de Peyrol (parfois jusqu'en juin).

### Faune et flore
La variété des milieux naturels, l’altitude, la nature des sols, l’orientation des versants et l’isolement de certains sites ont engendré des conditions de vie très variées, permettant à de nombreuses espèces animales de coexister comme le chamois, le mouflon, le cerf et la marmotte.
L'étage subalpin du massif du Cantal compte 550 espèces végétales dont 130 considérées comme sensibles (parmi ces espèces sensibles, on en compte soixante qui bénéficient d'une protection régionale ou nationale et soixante-dix non protégées mais rares). À titre d'exemple, on pourra y croiser, avec un peu de chance, les espèces de haute montagne suivantes : la saxifrage à feuilles opposées (Saxifraga oppositifolia), la saxifrage à feuilles d'Androsace (Saxifraga androsacea), le pédiculaire verticillé (Pedicularis verticillata) ou encore la saxifrage de Lamotte (Saxifraga exarata subsp lamottei), espèce endémique du Cantal et des monts Dore. Le puy Mary est un sommet où une grande partie de cette flore peut être observée. Il existe également, aux abords du sommet, une forme naine, unique au monde, de ligulaire de Sibérie (qui est déjà une plante très rare en France).

### Population et habitat
La région du puy Mary compte parmi les régions les moins peuplées de France avec 2 175 habitants, soit environ 6 hab/km2[réf. souhaitée].
L’habitat en montagne, témoin d’une activité agricole ancienne, se caractérise par une maison modeste qui présente néanmoins une qualité architecturale remarquable (murs en basaltes noirs, toit en lauze…) caractérisée par une pièce unique où se trouve une grande cheminée, appelée « cantou ».
On distingue également la ferme-bloc, un bâtiment rural typique du massif cantalien, regroupant l'habitation et les dépendances agricoles et caractérisée par des murs épais et des toits pentus bien adaptés aux contraintes climatiques hivernales.

## Histoire

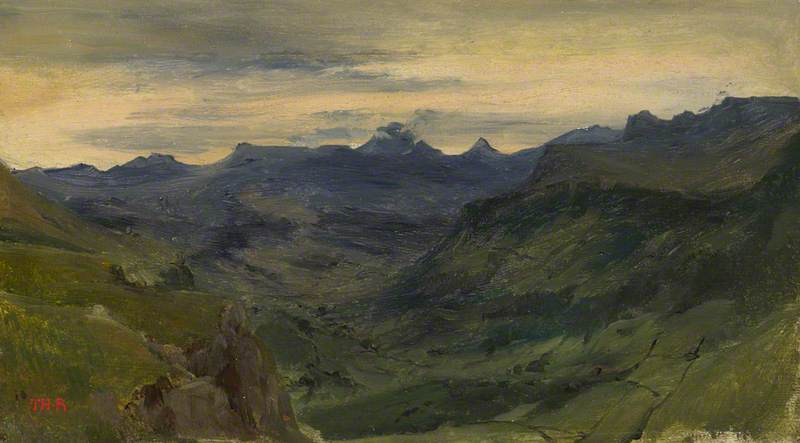
La Vallée de Saint-Vincent
Théodore Rousseau, 1830
National Gallery, Londres.

Le peintre Théodore Rousseau voyage dans le Cantal en 1830 et y produit de nombreuses études dont celle de la vallée de Saint-Vincent-de-Salers. La vallée représentée ici est traversée par la rivière Mars, et abrite de nombreux villages. Le puy Mary est au centre, à sa gauche se trouve le petit pic du puy de Peyre-Arse, et sous le pic pointu à droite se trouve le col du Redondet.

## Activités

### Épreuves sportives
Le Tour de France a emprunté à plusieurs reprises les routes qui mènent au pas de Peyrol, en dessous du puy Mary.

### Protection environnementale

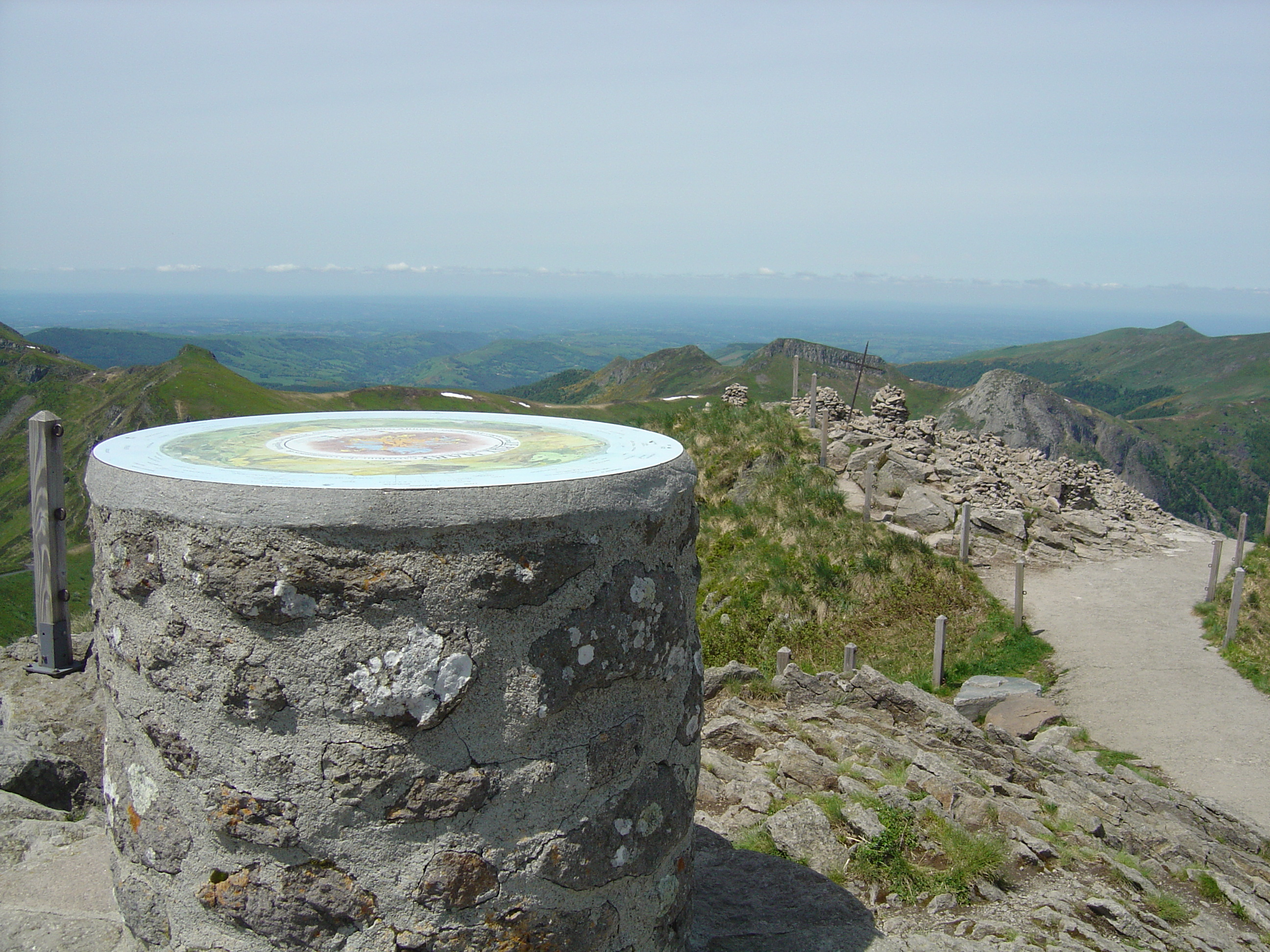
Table d'orientation du puy Mary.

Le label « Grand Site de France » implique des actions fortes sur le plan du développement durable. Or, la surfréquentation du site (500 à 600 000 visiteurs chaque année entre juin et septembre, auxquels il faut encore ajouter la fréquentation hivernale) pose des problèmes de dégradation du milieu naturel. Une des mesures phares du programme d'actions « Grand Site objectif 2010 » est de faire baisser de façon importante la circulation automobile au pas de Peyrol. En effet, il n'y a que 200 places de parking au col mais il n'est pas rare de compter certains jours d'été 500 véhicules stationnés. Cette situation ne pouvant perdurer, il a été décidé de mettre en place un système de navette par minibus partant des différentes vallées autour du sommet (Le Falgoux, le Claux, Mandailles...). Ce mode de transport est en place depuis 2016 et reconduit chaque été.

## Culture populaire
Le puy Mary est vanté pour la qualité de son air et de son environnement par le groupe auvergnat Wazoo dans leur titre Cantal +.